# Guevenatten
Guevenatten település Franciaországban, Haut-Rhin megyében. Lakosainak száma 156 fő (2022. január 1.). Guevenatten Bellemagny, Sternenberg, Hecken, Traubach-le-Haut, Saint-Cosme, Bréchaumont és Falkwiller községekkel határos.

## Népesség
A település népességének változása:
| Lakosok száma | 137  | 138  | 140  | 140  | 141  | 142  | 144  | 147  | 156  |
|               | 2013 | 2015 | 2016 | 2017 | 2018 | 2019 | 2020 | 2021 | 2022 |